# Бречицкий Андроников монастырь
Бречи́цкий Андро́ников монасты́рь — существовавший с 80-х годов XVII века по конец 80-х годов XVIII века на территории современного села Андроники Корюковского района Черниговской области Украины.

## Создание
Мужской Бречицкий Андроников монастырь был основан в 80-х годах XVII века монахом Андроником Василевичем. Располагался в лесном массиве на берегу реки Бречица в бассейне Днепра. Сейчас в этом месте находится село Андроники Корюковского района Черниговской области Украины.

## Становление
Первые строения воздвигнуты на средства А. Зеленской-Носенко. Они включали в себя деревянные кельи, храм Благовещения Богородицы и Свято-Георгиевскую трапезную церковь. В 1691 году были определены границы земельных владений монастыря, которые зафиксированы распоряжением гетмана И. Мазепы. В дальнейшем земельные права последовательно подтверждались гетманами И. Скоропадским (1709) и Д. Апостолом (1732).
В 1705 году на средства И. Мазепы построена деревянная Свято-Троицкая церковь с приделом святого Георгия. В 1710 году для церкви на средства И. Скоропадского был создан иконостас. В 1743 году построена новая Благовещенская церковь. Хозяйство монастыря было достаточно обширным. Ему принадлежали лесные угодья, имения в окружающих селах, 3 мельницы.

## Закрытие
Монастырь был закрыт в 1788 году, в ходе секуляризации церковных землевладений. Постройки монастыря до наших дней не сохранились.